# Jürgen Klute
Jürgen Klute (ur. 13 października 1953 w Bünde) – niemiecki pastor i polityk, deputowany do Parlamentu Europejskiego VII kadencji.

## Życiorys
W latach 1974–1981 studiował teologię na Uniwersytetach w Bielefeld i Marburgu. Od 1984 do 1986 pracował jako ksiądz w szkole zawodowej w Bad Berleburg. Od końca lat 80. związany z parafią ewangelicką w Herne (jako pastor). Od 2007 jest księdzem w parafii Bochum.
W wyborach do landtagu Nadrenii Północnej-Westfalii w 2005 był liderem listy WASG. Rok później został dokooptowany do zarządu WASG. W 2007 wszedł w skład zarządu Die Linke, z ramienia której uzyskał mandat europosła w wyborach w 2009. Zasiadł w Komisji Gospodarczej i Monetarnej oraz frakcji eurokomunistów.
Jest autorem publikacji z dziedziny etyki społecznej i relacji między religią a kulturą społeczną.

## Wybrane publikacje
- Wolfgang Belitz, Jürgen Klute, Hans-Udo Schneider: Zukunft der Arbeit in einem neuen Gesellschaftsvertrag, Lit Verlag, Münster 2001
- Jürgen Klute, Herbert Schlender, Sabine Sinagowitz (Hg.): Gute Arbeit / Good Work, Lit Verlag, Münster 2004
- Jürgen Klute, Lioba Schulte, Spyros Papaspyrou (Hg.): AGORA – Von der Kohle zum Amphitheater. Kleine Schritte in Richtung Europa, Lit Verlag, Münster 2004